# جورج ليفينغستون
جورج ليفينغستون (بالإنجليزية: George Livingston)‏ هو سياسي أمريكي، ولد في 1933، وتوفي في 7 يناير 2012 بسبب السكري.